# فرانس دي كوك
فرانس دي كوك (بالهولندية: Frans de Kok)‏ هو ملحن وأستاذ جامعي هولندي، ولد في 18 يناير 1924 في تيلبورخ في هولندا، وتوفي في 4 مايو 2011.

## وصلات خارجية
- فرانس دي كوك على موقع ميوزك برينز (الإنجليزية)
- فرانس دي كوك على موقع ديسكوغز (الإنجليزية)